# Metasequoia occidentalis
Metasequoia occidentalis — це вимерлий вид секвої родини Cupressaceae, який знайдений у вигляді скам’янілостей по всій Північній півкулі.